# Jovan Branković
Jovan Branković (zm. 10 grudnia 1502) – despota serbski na Węgrzech latach 1496-1502. 
Był synem Stefana V Ślepego, ostatniego despoty niepodległej Serbii i Angeliny Arianiti. Objął władzę w 1496 po abdykacji swojego brata Jerzego II Brankovicza. Jego żoną była Helena Jakšić. Mieli cztery córki:
- Marię, żonę Ferdinanda Frangepána
- Helenę, żonę Piotra IV Raresza, hospodara Mołdawii
- Hannę (zm. 1579), żonę Fiodora Sanguszki, starosty włodzimierskiego w 1531, marszałka ziemi wołyńskiej w 1535, starosty bracławskiego i winnickiego w 1544 r.
- Marię Magdalenę, żonę Iwana Wiśniowieckiego (zm. ok. 1542), dworzanina królewskiego 1522, dzierżawcy ejszyskiego, worniańskiego, czeczerskiego i propojskiego (protoplasty starszej linii Wiśniowieckich), a następnie Aleksander Fedorowicza Czartoryskiego, wojewody wołyńskiego (1566–1571).

Po śmierci został kanonizowany przez Serbski Kościół Prawosławny. Był ostatnim serbskim władcą na emigracji z dynastii Brankowiczów. Jego następcą w despotacie serbskim na Węgrzech został drugi mąż Heleny – Ivanis Berislavić.